# محمدعلی طاهری بجد
محمدعلی طاهری بُجد (متولد ۱۳۳۴) حقوق‌دان و سیاستمدار ایرانی و استاد بازنشستهٔ دانشگاه بیرجند است. 
او در حال حاضر عضو شورای شهر بیرجند است.
همچنین ریاست کانون وکلای دادگستری خراسان جنوبی را بر عهده دارد.
طاهری دورهٔ لیسانس و فوق لیسانس را در دانشگاه تهران و دورهٔ دکتری را در دانشگاه تربیت مدرس گذراند. او برای مشارکت در نگارش دانشنامه حقوق خصوصی برگزیدهٔ کتاب سال ایران در سال ۱۳۸۵ شد.

## سمت‌ها
- دستیار استاندار در امور اهل سنت استان خراسان جنوبی [۴]
- مدیر گروه آموزشی حقوق و علوم سیاسی دانشگاه بیرجند
- عضو شورای اسلامی شهر بیرجند در دوره چهارم و پنجم
- ریاست کانون وکلای دادگستری خراسان جنوبی

## آثار
- خشونت ساختاری و فرایند عدالت کیفری
- دانشنامه حقوق خصوصی